# William Henry Prestele
Wilhelm Heinrich Prestele (o William Henry Prestele) (13 de octubre de 1838 - 16 de agosto de 1895) fue un artista botánico conocido por sus litografías y acuarelas encargadas por el Departamento de Agricultura de los Estados Unidos.

## Biografía
Prestele nació el 13 de octubre de 1838 en el Gran Ducado de Hesse, hijo de Franz Joseph Martin Prestele y Karoline Russ. La familia emigró a Estados Unidos en 1843, estableciéndose primero en Nueva York y más tarde en las "Colonias Amana" de Iowa. Su padre, conocido en Estados Unidos como Joseph Prestele, también fue pintor y litógrafo de flores y frutas, y antes de emigrar había sido jardinero jefe del rey Luis I de Baviera, además de artista de planta durante un tiempo en el Real Jardín Botánico de Múnich. De su padre aprendió las artes de la acuarela y la litografía.
A finales de la década de 1850, Prestele se mudó a Nueva York y en 1861 se unió al Ejército de la Unión como soldado raso en un regimiento de voluntarios neoyorquinos. Resultó herido en la batalla de Antietam en 1862 y pasó el resto de su servicio recuperándose en el hospital. Alrededor de 1863, se casó con una irlandesa llamada Anne, con quien tuvo tres hijos: Margaret (1864), Frances (ca. 1869) y Emma (1870), antes de que Anne falleciera en 1871 o 1872.

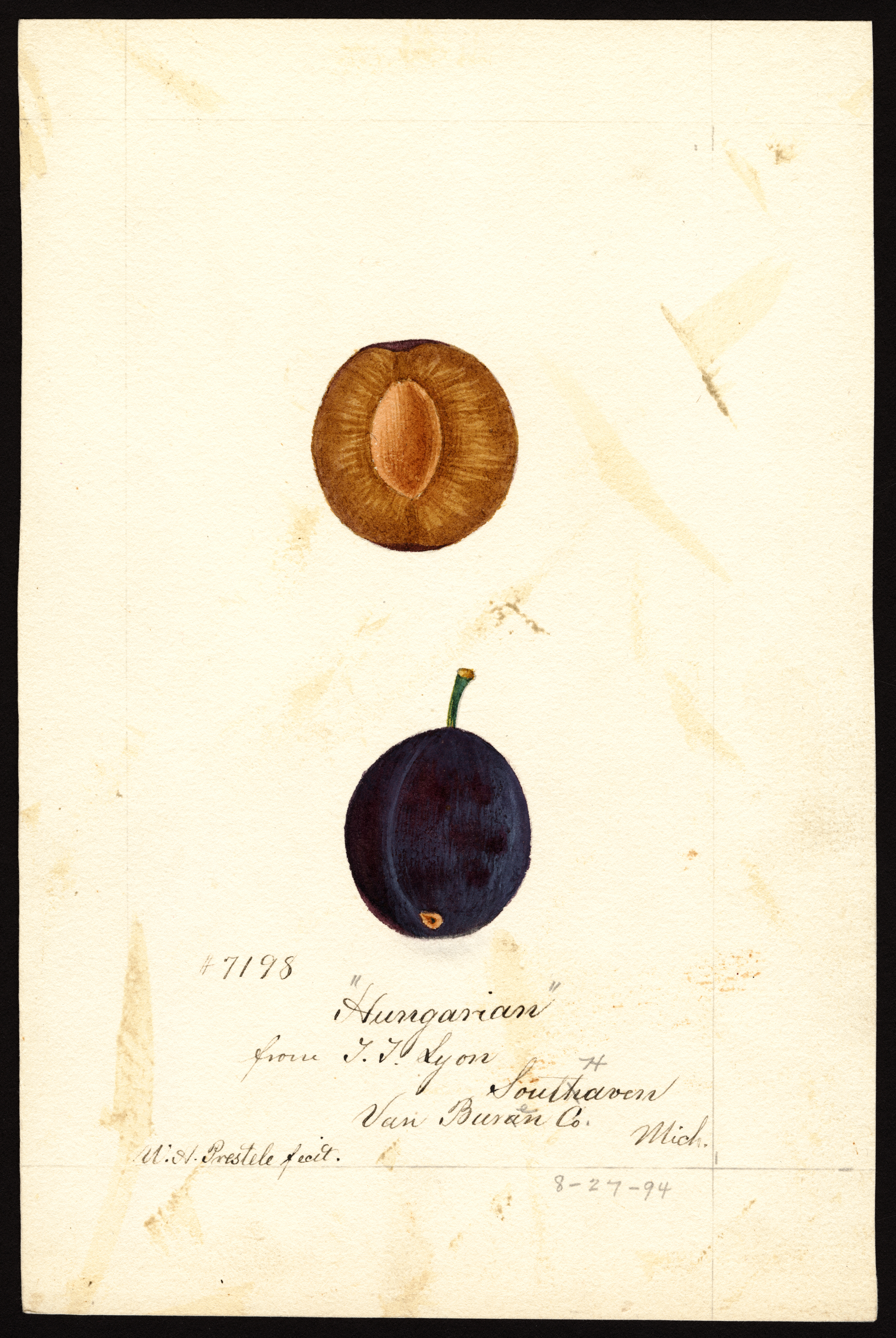
Acuarela de la variedad Hungarian de ciruela (nombre científico: Prunus domestica), de William Henry Prestele, 1894.

En 1867, a la edad de 29 años, William fue contratado por Franklin Kelsey Phoenix, viverista de Illinois, para realizar una serie de litografías. Para este proyecto, trasladó a su familia de Nueva York a Bloomington (Illinois). No se sabe que sobreviva ninguna de estas láminas, pero un artículo publicado en la edición de agosto de 1869 del "Gardener's Monthly and Horticultural Advertiser" ("Anunciante mensual de jardinería y horticultura") las elogió con entusiasmo: «Tenemos ante nosotros una pieza de fruta... preparada por W. H. Prestele. Admiramos el arte europeo en este campo y a menudo hemos deseado que los estadounidenses pudieran competir con éxito. Ahora lo tenemos aquí. Nunca hemos visto nada mejor ejecutado en ningún otro lugar del mundo».
Cuando esta relación terminó en 1871, William trabajó brevemente con L. B. Littlefield, publicando platos de frutas y flores. En 1875, se mudó con su familia a Iowa, cerca de la comunidad de Amana donde se crio, y se casó en segundas nupcias con Susanna Gefaller. Con Susanna, quien falleció en 1882, tuvo una hija, Lillian. Se estableció como litógrafo en Iowa City y ejerció este oficio durante aproximadamente una década.

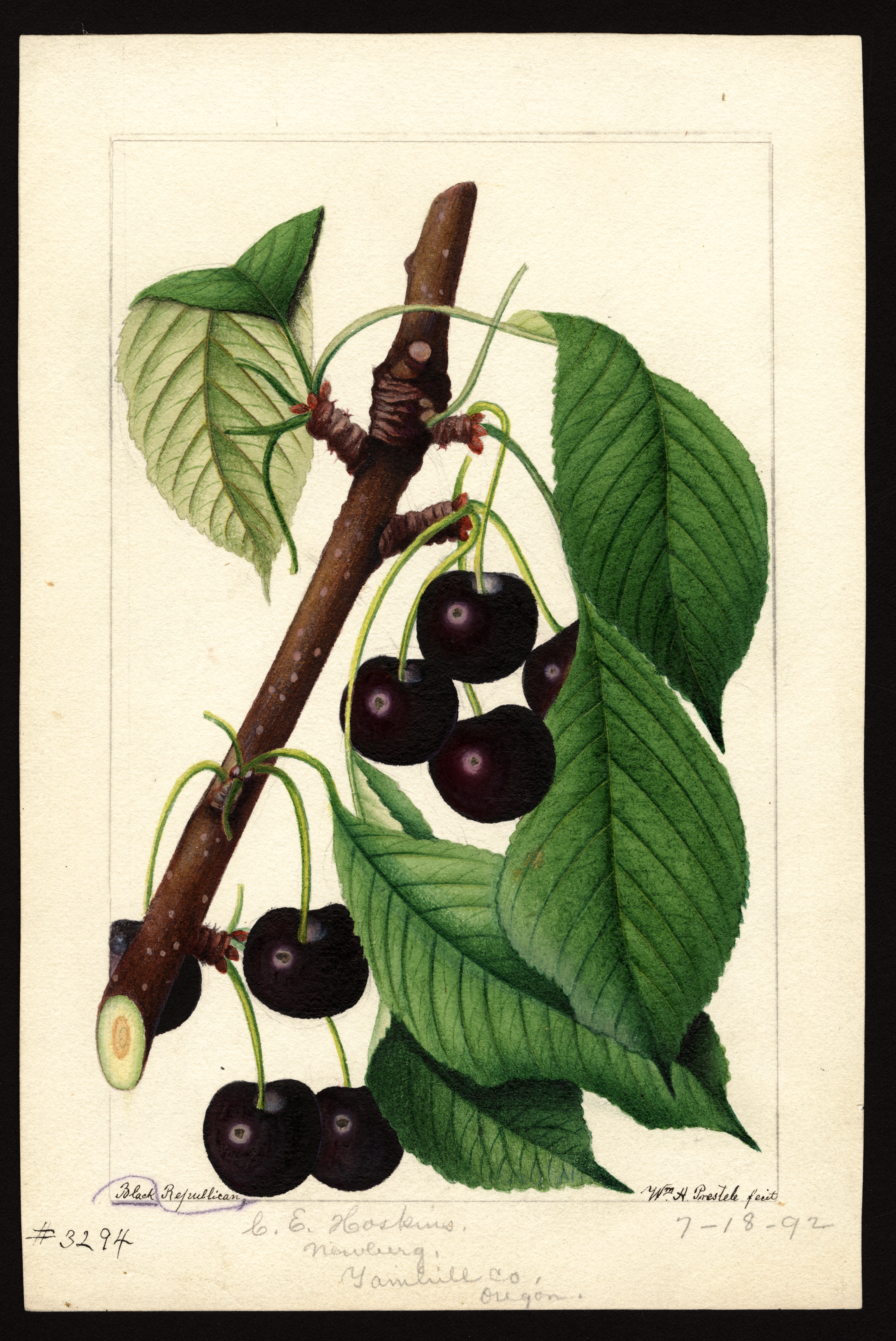
Acuarela de cerezo silvestre (Prunus avium) de William Henry Prestele, 1892.

El 1 de agosto de 1887, fue designado como el primer artista en el personal de la recientemente formada División Pomológica del Departamento de Agricultura de los Estados Unidos en Washington D. C. Se le asignó la tarea de realizar acuarelas de tamaño natural de uvas nativas destinadas a servir de ilustraciones para una monografía de Thomas Volney Munson de Denison, Texas, una autoridad líder en uvas nativas. Trabajó a partir de especímenes vivos y secos que le envió Munson, haciendo bocetos en color de los detalles que luego Munson revisaría; Prestele luego usaría estos dibujos detallados para crear una pintura de tamaño natural de la especie. El Secretario de Agricultura de los EE. UU. finalmente decidió que el costo de imprimir la monografía con las ilustraciones sería prohibitivo, por lo que nunca se publicó en su forma prevista, aunque Munson continuó usando el texto que escribió como base para su muy apreciado libro "Fundamentos de la cultura de la uva estadounidense". El libro de Munson fue ilustrado con fotografías en lugar de con las acuarelas de Prestele, que permanecieron en la colección del USDA.
Las pinturas de Prestele son famosas por su naturalidad y su atención a la precisión botánica. Más de cien de sus acuarelas de uvas y otras frutas se conservan en la Colección de Acuarelas Pomológicas de la Biblioteca Agrícola Nacional de los Estados Unidos.
Murió en Arlington (Virginia), el 16 de agosto de 1895 y fue enterrado en el Cementerio Nacional de Arlington. Una colección de sus documentos, que abarca los años 1887-1891, se conserva en las Colecciones Especiales de la Biblioteca Nacional Agrícola del USDA e incluye acuarelas y dibujos originales, especímenes de plantas y otros materiales, incluyendo trabajos relacionados con la monografía de Munson.